# Zhutněný beton
Zhutněný beton (též vibrovaný beton) je ve stavebnictví beton, který byl ošetřen před ztuhnutím vibracemi, aby se odstranily vzduchové póry (vzduch zachycený při míchání betonu nebo při jeho pokládání), které zhoršují pevnost betonu i jeho další vlastnosti (vodotěsnost, odolnost vlivům prostředí). Zhutněný beton má vyšší pevnost a trvanlivost.
Metody zhutňování:
- statické - lisování, válcování, extrudování
- dynamické - dusání, setřásání, propichování, vibrování
- kombinované - vibrolisování, vibroválcování
- fyzikálně-chemické - vakuování (odsávání přebytečné vody), plastifikace (plastifikace má samozhutňující efekt)

Optimální metoda závisí na charakteru betonové směsi. Zavlhlé směsi se zhutňují dusáním, zatímco tekuté propichováním. Na stavbách se nejčastěji používají univerzální ponorné vibrátory. Pro jejich použití jsou doporučeny optimální postupy, které zajistí rovnoměrné zhutnění v celém objemu. Například příliš dlouhé vibrování může vést k rozseparování směsi.
Byly vyvinuty i speciální betony se samozhutňujícím efektem, tzv. samozhutňující betony.
Dynamické zhutnění se provádí vibrováním samotné formy pro betonový odlitek (například pro zámkovou dlažbu) nebo pomocí vibračních nástrojů přímo na místě určení (například železobetonové konstrukce nebo nosníky z předpjatého betonu). Vysokofrekvenční vibrace způsobí, že se sníží tření mezi částicemi tvořícími betonovou směs a ta se začne chovat jako kapalina. Během zhutňování dojde k vyplnění případných dutin a úniku zachyceného plynu. Výsledkem je beton s minimálními póry, vyšší trvanlivostí, pevnosti a s možností vytvořit hladký či jinak esteticky upravený pohledový povrch.

## Typy vibrací
V zásadě jsou možné tři typy vibrací:
Vnitřní vibracePři vnitřní vibraci je do směsi betonu zaveden ponorný vibrátor, který přenáší své kmitání přímo na okolní směs.
Povrchové vibracePovrchové vibrace jsou vytvářeny vibrační deskou.
Vnější vibraceVnější vibrace jsou přenášeny na čerstvý beton přes vnější konstrukci bednění.